# Nazywają mnie śmierć
Nazywają mnie śmierć (port. O Nome da Morte, miedzyn. 492) – brazylijski dramat filmowy z 2017 roku w reżyserii Henrique Goldmana, z Marco Pigossim w roli głównej, którego scenariusz został oparty na faktach z życia przestępcy Júlia Santany.

## Premiera
Film miał swoją premierę podczas Międzynarodowego Festiwalu Filmowego w Rio de Janeiro w październiku 2017 roku. Do szerokiej dystrybucji w Brazylii wszedł 2 sierpnia 2018 roku.

## Fabuła
Akcja filmu rozgrywa się w Brazylii w czasach współczesnych. Autorzy przedstawili życie brazylijskiego seryjnego mordercy Júlia Santany. Zwerbowany przez wuja młody mężczyzna zabił 492 osoby różnego wieku i płci, ludzi bogatych i niezamożnych. Wynajmujący Santanę kierowali się najróżniejszymi motywami, niekiedy nawet całkowicie wymyślonymi.

## Obsada
W filmie wystąpili m.in.:
- Marco Pigossi jako Júlio Santana
- Fabiula Nascimento jako Maria
- André Mattos jako Cícero
- Matheus Nachtergaele jako Luciano
- Tony Tornado jako Genézio
- Augusto Madeira jako Adilson
- Martha Nowill jako Alzimara

## Nagrody i nominacje (wybrane)
- Grande Prêmio do Cinema Brasileiro 2019
  - wygrana: Nagroda dla najlepszego aktora drugoplanowego – Matheus Nachtergaele[4]
- Międzynarodowy Festiwal Filmowy w Rio de Janeiro 2017
  - nominacja: Première Brazil dla najlepszego aktora drugoplanowego – André Mattos[4]